# Barumbu
Barumbu är en stadsdel (franska: commune) i Kinshasa. Barumbu ligger vid Malebodammen.